# Органон (Аристотель)
Органо́н (др.-греч. Ὄργανον — инструмент, метод) — традиционное название философских сочинений Аристотеля, посвящённых логике. Название «Органон» принадлежит не самому Аристотелю: принято считать, что оно закрепилось благодаря комментатору и издателю трудов Аристотеля Андронику Родосскому.

## Краткая характеристика
В состав Органона входят:
- Категории (греч. Κατηγορίαι; лат. Categoriae, или Praedicamenta)
- Об истолковании (греч. Περὶ ἑρμηνείας; лат. De interpretatione)
- Первая аналитика (греч. Ἀναλυτικὰ πρότερα; лат. Analytica priora)
- Вторая аналитика (греч. Ἀναλυτικὰ ὕστερα; лат. Analytica posteriora)
- Топика (греч. Τοπικά; лат. Topica)
- Софистические опровержения (греч. Περὶ τῶν σοφιστικῶν ἐλέγχων, букв. О софистических опровержениях; лат. Sophistici elenchi, часто просто Elenchi)

Различение «Первой Аналитики» и «Второй Аналитики» Аристотелем не делалось (принадлежит, вероятно, Андронику Родосскому), а работа «О софистических опровержениях» является частью «Топики».
Известно большое количество греческих рукописей «Органона», а также арабские, латинские, сирийские и армянские переводы. В большинстве изданий Органона со времён античности в качестве введения ко всему корпусу публиковалось «Введение» (Isagoge) Порфирия.

## Издания
- Aristotelis Organon graece, ed. Theodor Waitz. 2 vol. Lipsiae, 1844, 1846; Nachdruck Aalen, 1965.
- «Перевод с примечаниями первой Аналитики Аристотеля» Н. Н. Ланге. СПб., 1894.
- Аристотель. Сочинения. В 4 т. (Серия «Философское наследие»). Т. 2 (Органон). М.: Мысль, 1978. Ред. и вступ. ст. З.Н. Микеладзе. 688 стр. 220000 экз.